# Robert Eisenman
Robert Eisenman est un auteur américain, spécialiste des manuscrits de la mer Morte, archéologue, écrivain, et « poète de route. » Il est actuellement professeur de religions du Moyen-Orient, d'archéologie, et de droit islamique et directeur de l'Institute for the Study of Judaeo-Christian Origins à l'université d'État de Californie à Long Beach.
Eisenman a mené campagne pour libérer l'accès aux manuscrits de la mer Morte dans les années 1980-90. Il estime que le mouvement chrétien est le continuateur des Esséniens auteurs des manuscrits retrouvés à Qumrân et que leur messianisme et leur opposition « aux féroces kittim » (nom de code des Romains) les a conduits à être très actifs dans la grande révolte juive de 66-70. Cette théorie est en opposition avec le consensus des spécialistes.
Avant cela, il avait aussi passé cinq ans « sur la route » aux États-Unis, en Europe et au Moyen-Orient jusqu'en Inde, dont il a tiré un récit de voyage poétique (1959-1962), publié en 2007.

## Travaux
- Islamic Law in Palestine and Israel E. J. Brill, Leyde (1976).
- Maccabees, Zadokites, Christians and Qumran: A New Hypothesis of Qumran Origins E. J. Brill, Leyde (1984).
- James the Just in the Habakkuk Pesher E. J. Brill, Leyde (1986).
- A Facsimile Edition of the Dead Sea Scrolls (avec James Robinson), Biblical Archaeology Society (1991).
- The Dead Sea Scrolls Uncovered (avec Michael Wise), Penguin USA (1992)  (ISBN 1-85230-368-9).
- James the Brother of Jesus: The Key to Unlocking the Secrets of early Christianity and the Dead Sea Scrolls (en) (1997)  (ISBN 1-84293-026-5).
- The Dead Sea Scrolls and the First Christians (1996)  (ISBN 1-85230-785-4).
- The New Testament Code: The Cup of the Lord, the Damascus Covenant, and the Blood of Christ (2006)  (ISBN 1-84293-186-5).
- The New Jerusalem: A Millennium Poetic/Prophetic Travel Diario 1959–1962 (2007)  (ISBN 1-55643-637-8).
- James the Brother of Jesus and the Dead Sea Scrolls I, Grave Distractions Pub. (2012)  (ISBN 978-09855991-3-3).
- James the Brother of Jesus and the Dead Sea Scrolls II, Grave Distractions Pub. (2012)  (ISBN 978-09855991-6-4).